# Neoathyreus perryae
Neoathyreus perryae es una especie de coleóptero de la familia Geotrupidae.

## Distribución geográfica
Habita en Perú y en Ecuador.